# Gotische Grammatik
Die Grammatik der gotischen Sprache ist die älteste so gut wie vollständig bezeugte Grammatik einer germanischen Einzelsprache, dazu noch die einzige Grammatik aus dem ostgermanischen Sprachzweig. Sie ist hauptsächlich aus der Wulfilabibel abgeleitet. Durch die frühe Überlieferung des Gotischen ist die Grammatik von besonderer Wichtigkeit, da das Gotische dem Urgermanischen sowohl im lautlichen wie im morphologischen Bereich deutlich näher steht als die anderen altgermanischen Sprachen.

## Das gotische Nomen
Das gotische Nomen wird nach Kasus und Numerus dekliniert.

### Fundamentalrelationstyp
Das Gotische ist eine morphologische Akkusativsprache.

### Nominalflexion
In der Nominalflexion (der Deklination) gibt es 4 bzw. 6 morphologische Kasus. Manchmal werden aufgrund ihres Schwindens Vokativ und die Instrumentalis(reste) nicht hinzugerechnet.

#### Nominativ
Der Nominativ ist der am häufigsten gebrauchte der in der gotischen Sprache verwendeten Kasus. Das Subjekt (Satzgegenstand) steht im Nominativ und kommt fast in jedem vollständigen Satz vor. Es kann nur bei einem Verb stehen, das in Person und Zahl (lat. numerus) gebeugt ist (finites Verb). Der Nominativ ist ein Kasus, der entweder das Subjekt als Träger der Handlung bezeichnet (Aktivsatz) oder das Subjekt als Erleidender der Handlung (Passivsatz).
Beispielsätze
- Sa hunds ni beitiþ (dieser/der Hund beißt nicht).
- þai wulfos beitand (diese/die Wölfe beißen).
- Sa þiudans gibiþ máiþm (dieser/der König gibt (eine) Gabe).
- Sa mats gibada (das Fleisch wird gegeben).

#### Genitiv
Der Genitiv wird normalerweise dafür benutzt, um den Besitz oder eine nahe Verwandtschaft zwischen Nomen darzustellen. Im Gotischen treten (wie im Deutschen) verschiedene Suffix-Morpheme auf, die den Genitiv kennzeichnen, abhängig von der Deklinationsklasse, dem Genus und dem Numerus:
- Þiudanis barna (Kinder (eines) Königs).

- Þiudane barna (Kinder (von) Königen).

- Þis þiudanis barna (Kinder dieses/des Königs).

- Þize þiudane barna (Kinder dieser/der Könige).

- Þo barna þis þiudanis(Die Kinder dieses/des Königs).

- Þo barna þize þiudane(Die Kinder dieser/der Könige).

#### Dativ
Der Dativ wird wie im Deutschen verwendet, um ein indirektes Objekt zu benennen, z. B.:
- Sa þiudans gaf þamma barna maiþm. (Der König gab den Kindern eine Gabe.)
- Þai þiudanos gebun þaim skalkam silubr. (Die Könige gaben den Dienern Silber.)

Manchmal kann er verwendet werden, um bei bestimmten Verben ein direktes Objekt zu benennen; dazu zählen die Verben tekan „berühren“ und waírpan „werfen“.
- Sa skalks taítok þamma barna. (Der Diener berührte das Kind.)
- Þata barn warp þamma stáina. (Das Kind warf den Stein.)

Meistens wird er zusammen mit Präpositionen benutzt. Einige Präpositionen, die den Dativ erfordern sind:
- af (von, seit)
- *afar (nach)
- *ana (an, auf, für)
- *at (an, bei, zu)
- *bi (an, bei, gemäß, um, wegen)
- du (zu, für)
- faura (vor (zeitl.))
- fram (von, seit, von-her)
- in (in, an (zeitl.), auf, bei, zu, für)
- miþ (mit)
- *uf (auf)
- *ufar (über, jenseits)
- us (aus, seit, von, von-an)

Die Präpositionen, die mit einem Sternchen gekennzeichnet sind, können auch Akkusativ erfordern.

#### Akkusativ
Der Akkusativ markiert in der gotischen Sprache die semantische Rolle, die nicht aktiv handelt, sondern etwas erleidet.
- Þai Gumans saíhvand þans ƕaito stainans. (Die Männer sehen die weißen Steine.)
- Þai Barna ni saihvand þana giba. (Die Kinder sehen das Geschenk nicht.)
- sa skalks ni swariþ Aiþans. (Der Diener schwört keine (eig. nie) Eide.)

#### Instrumentalis
Der Instrumentalis ist nur in Resten und festen Präpositionen erhalten. Damit ist dieser morphologische Kasus früher geschwunden als in den meisten anderen altgermanischen Sprachen (sogar im Althochdeutschen ist er mehr oder weniger erhalten). Siehe etwa þe[h] „damit, mit diesem“; he? „mit wem“; ni þeei „nicht, als…“.

#### Vokativ
Umgekehrt verhält es sich beim Vokativ, der in allen anderen germanischen Sprachen verloren gegangen, im Gotischen aber noch erhalten ist (lediglich im Hinblick auf die deutsche Sprache wird diskutiert, ob dieser noch existent sei und nur vollkommen mit dem Nominativ zusammenfiel. Siehe hierzu Vokativ). Im Gotischen ist der Vokativ sowohl im Singular als auch im Plural vollständig erhalten, wobei der Plural aber seltener gebraucht wird.
Er ist im Gotischen in seinen Endungen manchmal gleich dem Nominativ und manchmal gleich dem Akkusativ. Er hat jedoch keinen Artikel; als Artikel des Vokativs könnte man „o“ betrachten, der meist weggelassen wird. Zum Beispiel bei „Oh Sunu“ (O Sohn).

### Genera (Geschlechter)
Gotisch kennt drei Geschlechter, die jedoch keine natürlichen Geschlechter sind; d. h., das System entspricht dem des Deutschen:
1. Feminin (Weiblich) z. B. So Giba (die Gabe/Geschenk).
2. Maskulin (Männlich) z. B. Sa Stains (der Stein).
3. Neutrum (Sächlich) z. B. þata Triu (das Holz).

### Numeri
In der Kategorie der Numeri wurde in zwei Kategorien unterschieden:
1. Singular (Einzahl).
2. Plural (Mehrzahl).

Ein Sonderfall besteht beim Dual (Zweizahl), der sich in der Verbalflexion (der Konjugation) erhalten hat, aber nicht bei den Nomina.

## Personalpronomen
Die Deklination der Personalpronomina im Gotischen sieht wie folgt aus:
| Numerus  | Person | Genus      | Nominativ | Akkusativ  | Genitiv | Dativ      |
| -------- | ------ | ---------- | --------- | ---------- | ------- | ---------- |
| Singular | 1.     |            | ik        | mik        | meina   | mis        |
| Singular | 2.     |            | þu        | þuk        | þeina   | þus        |
| Singular | 3.     | Maskulinum | is        | ina        | is      | imma       |
| Singular | 3.     | Femininum  | si        | ija        | izos    | izai       |
| Singular | 3.     | Neutrum    | ita       | ita        | is      | imma       |
| Dual     | 1.     |            | wit       | ugkis      | *ugkara | ugkis      |
| Dual     | 2.     |            | *jut      | igqis      | igqara  | ugkis      |
| Plural   | 1.     |            | weis      | uns, unsis | unsara  | uns, unsis |
| Plural   | 2.     |            | jus       | izwis      | izwara  | izwis      |
| Plural   | 3.     | Maskulinum | eis       | ins        | ize     | im         |
| Plural   | 3.     | Femininum  | *ijos     | ijos       | izo     | im         |
| Plural   | 3.     | Neutrum    | ija       | *ija       | *ize    | im         |

Der Stern (*) kennzeichnet Formen, die nicht schriftlich belegt sind, sondern hergeleitet wurden.
Das Bemerkenswerte an den Pronomen des Gotischen ist ihr archaisches Aussehen, sie verbinden viele Elemente der lateinischen Pronomen (z. B. 3. Person Pl.) und westgermanischer Pronomen: Zum einen den Dual des Altenglischen, zum anderen besonders die 1. Person Singular (*k<*ch) des Althochdeutschen. Gotische Personalpronomen sind dadurch besonders sprachhistorisch interessant gewesen: So dienten sie z. B. als Ansatzpunkt für den Beginn der Rekonstruktion einer indogermanischen Ursprache im 19. Jahrhundert.

### Relativpronomen
Im Gotischen gibt es noch kein echtes Relativpronomen; Relativsätze werden durch eine Kombination von Demonstrativpronomen/Artikel (sa, so, þata) und dem Partikel „ei“ eingeleitet. In den meisten Fällen ist das entstehende Wort simpel: sa+ei = saei „.., der“; þáim+ei = þáimei „zu denen, die..“.
In einigen Fällen gibt es jedoch „Sandhi“, eine Änderung dort, wo die Elemente zusammenkommen. Es gibt zwei Arten von Sandhi im Zusammenhang mit diesen Pronomen:
- Wegfall des a am Anfang Vieler
- Stimmhaftmachen: das abschließende s wird zum z

|           | Maskulin | Maskulin | Neutrum | Neutrum  | Feminin | Feminin |
| Singular  | Plural   | Singular | Plural  | Singular | Plural  |         |
| --------- | -------- | -------- | ------- | -------- | ------- | ------- |
| Nominativ | saei     | þaiei    | þatei   | þoei     | soei    | þozei   |
| Genitiv   | þizei    | þizeei   | þizei   | þizei    | þizozei | þizoei  |
| Dativ     | þammei   | þaimei   | þammei  | þaimei   | þizaiei | þaimei  |
| Akkusativ | þanei    | þanzei   | þatei   | þoei     | þoei    | þozei   |

### Interrogativpronomen
Sie sind im Gotischen noch relativ stark ausgebildet (Singular). Das Althochdeutsche besaß eine ähnliche Konstellation (diese wurde in der Entwicklung zum Neuhochdeutschen allerdings stark reduziert).
Bei genauer Betrachtung zeigen die Interrogativpronomen des Neutrums eine Unregelmäßigkeit: Sie lauten nicht, wie zu erwarten, ƕata, sondern ƕa; im Vergleich dazu das Pronomen ita und der Artikel þata.
|              | Singular | Singular | Singular |
| Männlich     | Sächlich | Weiblich |          |
| ------------ | -------- | -------- | -------- |
| Nominativ    | ƕas      | ƕa       | ƕō       |
| Akkusativ    | ƕana     | ƕa       | ƕō       |
| Genitiv      | ƕis      | ƕis      | *ƕizos   |
| Dativ        | ƕamma    | ƕamma    | ƕizai    |
| Instrumental | -        | ƕe       | -        |

- der Plural ist nur in einem Pronomen bekannt: ƕanzuh.

Bsp: ƕanzuh: insandida ins twans ƕanzuh (Er hat sie weitergeschickt/fort aus zwei und zwei)

### Possessivpronomen
Die Possessivpronomina sind besitzanzeigende Adjektive. Diese werden viel häufiger benutzt als der Genitiv der Personalpronomina in der ersten und zweiten Person.

Sie folgen normalerweise dem Nomen,

auf das sie sich beziehen, und stimmen mit diesem in Geschlecht, Numerus und Fall überein. Es sind:
- 1. Person Singular: m. meins, n. mein, meinata, f. meina 'mein'

- 2. Person Singular: þeins 'dein'

- 1. Person Dual: nicht belegt, möglicherweise *ugkar  'unser'

- 2. Person Dual: nicht belegt, möglicherweise *igqar 'euer' (vgl. bairisch „enker“ 'euer'!)

- 1. Person Plural: unsar 'unser'

- 2. Person Plural: izwar 'euer'
- 3. Person Plural: sein- 'ihr'

Diese Adjektive werden niemals schwach dekliniert. Bei ugkar, igqar, unsar und izwar fehlt das -s am Ende des Nominativ Singular Maskulinum. Weiterhin kann man niemals das -ata im Nominativ und Akkusativ Neutrum an diese vier Adjektive im Plural anhängen (unsarata, igqarata usw.). Die neutrale Form ist in diesen Fällen mit dem Nom. Sg. Mask. identisch, ohne Endung. Ansonsten werden die Adjektive genau wie jedes andere starke Adjektiv dekliniert: skalksos meinái „meine Diener“, in razn þeinamma „in deinem Hause“ usw.
Zu diesen Adjektiven können wir sein hinzufügen. Dieses Adjektiv ist selten, weil es keinen Nominativ hat, nur Akkusativ, Genitiv und Dativ. Sein bedeutet „sein, ihr“ (3. Person Sg. + Pl.) ohne Unterschied von Geschlecht oder Numerus. Es kann allerdings nur benutzt werden, um auf das Subjekt des Satzes zu verweisen. Man vergleiche:
- Sa manna sahv hund seinana. Der Mann sah seinen (eigenen) Hund.
- Sa manna sahv hund is. Der Mann sah seinen Hund (von jemand anderem).
- Þái gumans drugkun wein seinans. Die Männer tranken ihren (eigenen) Wein.
- Þái gumans drugkun wein ize. Die Männer tranken ihren Wein (von anderen Leuten).

#### Beispieldeklination mein-
|           | Maskulin | Maskulin | Neutrum      | Neutrum  | Feminin   | Feminin  |
| Singular  | Plural   | Singular | Plural       | Singular | Plural    |          |
| --------- | -------- | -------- | ------------ | -------- | --------- | -------- |
| Nominativ | meins    | meinai   | meinata/mein | meina    | meina     | meinos   |
| Genitiv   | meinis   | meinize  | meinis       | meinize  | meináizos | meináizo |
| Dativ     | meinamma | meinaim  | meinamma     | meinaim  | meinai    | meinaim  |
| Akkusativ | meinana  | meinans  | meinata/mein | meinos   | meina     | meinos   |

## Bestimmter Artikel
Im Gotischen gibt es nur einen bestimmten Artikel, der zugleich Demonstrativpronomen ist. Er ist dem deutschen bestimmten Artikel und auch dem Demonstrativartikel erstaunlich ähnlich in der Handhabung. Man kann an diesem bestimmten Artikel, der zugleich Demonstrativpronomen ist, besonders gut die Entwicklung von bestimmten Artikeln und Demonstrativpronomen im auslaufenden Urgermanischen bzw. im Althochdeutschen, Altenglischen und Altnordischen verstehen. Man kann immer noch besonders zu den isländischen Demonstrativpronomen Parallelen ziehen (vgl. Isl. þetta und got. þata)
|           | Maskulin | Maskulin | Neutrum | Neutrum  | Feminin | Feminin |
| Singular  | Plural   | Singular | Plural  | Singular | Plural  |         |
| --------- | -------- | -------- | ------- | -------- | ------- | ------- |
| Nominativ | sa       | þai      | þata    | þo       | so      | þos     |
| Genitiv   | þis      | þize     | þis     | þize     | þizos   | þizo    |
| Dativ     | þamma    | þaim     | þamma   | þaim     | þizai   | þaim    |
| Akkusativ | þana     | þans     | þata    | þo       | þo      | þos     |

Außerdem kann man nun dazu den altenglischen bestimmten Artikel und die altenglischen Demonstrativpronomen zum Vergleich aufführen.
- Bestimmter Artikel

|           | Singular | Singular | Singular | Plural     |
| Männlich  | Sächlich | Weiblich |          |            |
| --------- | -------- | -------- | -------- | ---------- |
| Nominativ | Se       | þæt      | sēo      | þā         |
| Akkusativ | þone     | þæt      | þā       | þā         |
| Genitiv   | þæs      | þæs      | þæs      | þāra, þǣra |
| Dativ     | þǣm, þām | þǣm, þām | þǣre     | þǣm, þām   |

- Demonstrativpronomen

|           | Singular | Singular | Singular     | Plural       |
| Männlich  | Sächlich | Weiblich |              |              |
| --------- | -------- | -------- | ------------ | ------------ |
| Nominativ | þes      | þis      | þēos         | þās          |
| Akkusativ | þisne    | þis      | þās          | þās          |
| Genitiv   | þis(s)es | þis(s)es | þisse, þisre | þissa, þisra |
| Dativ     | þis(s)um | þis(s)um | þisse        | þis(s)um     |

Es gibt keinen unbestimmten Artikel im Gotischen.

## Substantiv
Bei den Flexionsformen des Substantivs ist zwischen Stamm und Kasusendung zu unterscheiden. Da die Kasusendungen mit dem Stammauslaut assimilatorisch verschmelzen können, unterscheidet man nach dem Ausgang des Wortstamms im Gotischen mehrere vokalische (nach Jacob Grimm: starke) und eine konsonantische (nach Jacob Grimm: schwache) Deklination.
Bedingt durch späturgermanische und vorgotische Entwicklungen ist der Auslaut des Flexionsstamms nicht in jeder Deklinationsform erkennbar. Bei den vokalischen Stämmen zeigt er sich noch überall im Dativ Plural und Akkusativ Plural: a-Stämme dagam, dagans ↔ ō-Stämme gibom, gibos ↔ i-Stämme gastim, gastins ↔ u-Stämme sunum, sununs. Bei den konsonantischen Stämmen zeigt sich der Flexionsstamm am deutlichsten vor Endungen, die mit einem Vokal beginnen, vgl.: gumane, qinono, manageino.

### Vokalische Deklination

#### a-Stämme (mask. u. neutr.)
Die gotischen a-Stämme, die sowohl Maskulina wie Neutra enthalten, setzen urgerm. a-Stämme und letztendlich uridg. o-Stämme fort, so dass sie mit den lateinischen und altgriechischen o-Stämmen (Typ: lat. lupus 'Wolf', gr. lúkos 'Wolf') zu vergleichen sind. Bei den urgerm. a-Stämmen gab es im Suffix einen Wechsel zwischen *-a- und *-e- ( < uridg. *o : *e), der im Got. als -a- : -i- fortgesetzt ist.
Die a-Stämme zerfallen aufgrund lautlicher Entwicklungen in drei Klassen:
- reine a-Stämme
- i̯a-Stämme
- u̯a-Stämme

#### Reinea-Stämme
Paradigma der maskulinen und neutralen a-Stämme: dags m. 'Tag', hlaifs m. 'Brot', waúrd n. 'Wort', haubiþ n. 'Haupt':
|           | m. dags, hlaifs | m. dags, hlaifs | m. dags, hlaifs | m. dags, hlaifs | n. waurd, haubiþ | n. waurd, haubiþ | n. waurd, haubiþ | n. waurd, haubiþ |
| Singular  | Singular        | Plural          | Plural          | Singular        | Singular         | Plural           | Plural           |                  |
| --------- | --------------- | --------------- | --------------- | --------------- | ---------------- | ---------------- | ---------------- | ---------------- |
| Nominativ | dags            | hlaifs          | dagos           | hlaibos         | waúrd            | haubiþ           | waúrda           | haubida          |
| Genitiv   | dagis           | hlaibis         | dage            | hlaibe          | waúrdis          | haubidis         | waúrde           | haubide          |
| Dativ     | daga            | hlaiba          | dagam           | hlaibam         | waúrda           | haubida          | waúrdam          | haubidam         |
| Akkusativ | dag             | hlaif           | dagans          | hlaibans        | waúrd            | haubiþ           | waúrda           | haubida          |
| Vokativ   | dag             |                 |                 |                 |                  |                  |                  |                  |

- Der regelmäßige Wechsel zwischen f : b (nom.sg. laufs* 'Blatt' : nom.pl. laubos), þ : d (nom.sg. liuhaþ 'Licht' : gen.sg. liuhadis) und s : z (nom.sg. riqis 'Dunkelheit' : gen.sg. riqizis) ist das Resultat der gotischen Auslautverhärtung.

#### i̯a-Stamm
Die maskulinen i̯a-Stämme trennen sich wegen eines Endungsunterschieds in solchen mit einer kurzen Stammsilbe und solchen mit einer langen Stammsilbe (letztendlich bedingt durch das Sievers'sche Gesetz). Wie die langsilbigen verhalten sich auch die mehrsilbigen Stämme. Bei den neutralen i̯a-Stämme gibt es diesen Unterschied im Gotischen nicht mehr; hier hat sich der kurzsilbige Typ durchgesetzt.
Paradigma der maskulinen und neutralen i̯a-Stämme: 1) kurzsilbig harjis m. 'Heer', kuni n. 'Geschlecht'; 2) langsilbig haírdeis m. 'Hirte', reiki n. 'Reich':
|           | m. harjis, hairdeis | m. harjis, hairdeis | m. harjis, hairdeis | m. harjis, hairdeis | n. kuni, reiki | n. kuni, reiki | n. kuni, reiki | n. kuni, reiki |
| Singular  | Singular            | Plural              | Plural              | Singular            | Singular       | Plural         | Plural         |                |
| --------- | ------------------- | ------------------- | ------------------- | ------------------- | -------------- | -------------- | -------------- | -------------- |
| Nominativ | harjis              | haírdeis            | harjos              | haírdjos            | kuni           | reiki          | kunja          | reikja         |
| Genitiv   | harjis              | haírdeis            | harje               | haírdje             | kunjis         | reikjis        | kunje          | reikje         |
| Dativ     | harja               | haírdja             | harjam              | haírdjam            | kunja          | reikja         | kunjam         | reikjam        |
| Akkusativ | hari                | haírdi              | harjans             | haírdjans           | kuni           | reiki          | kunja          | reikja         |
| Vokativ   | hari                | haírdi              |                     |                     |                |                |                |                |

#### u̯a-Stämme
Die u̯a-Stämme werden wegen besonderer Lautungen ebenfalls von den reinen a-Stämmen unterschieden. Die kurzsilbigen u̯a-Stämme haben im Nominativ Singular die Lautung m. -us, n. -u, die langsilbigen dagegen die Lautung m. -ws, n. -w.
Paradigma der maskulinen und neutralen u̯a-Stämme: þius* m. 'Diener, Knecht', waurstw n. 'Werk':
- Kurzsilbige Nomen (mit kurzem Vokal)

|           | þius, waurstw | þius, waurstw | þius, waurstw | þius, waurstw |
| Singular  | Singular      | Plural        | Plural        |               |
| --------- | ------------- | ------------- | ------------- | ------------- |
| Nominativ | þius          | waurstw       | þiwos         | waurstwa      |
| Genitiv   | þiwis         | waurstwis     | þiwe          | waurstwe      |
| Dativ     | þiwa          | waurstwa      | þiwam         | waurstwam     |
| Akkusativ | þiu           | waurstw       | þiwans        | waurstwa      |
| Vokativ   | þiu           |               |               |               |

- Das Wort nom.sg. aiws* '(Lebens)Zeit, Ewigkeit' schwankt in der Deklination zwischen a- und i-St.: gen.sg. aiwis, dat.sg. aiwa, akk.sg. aiw : dat.pl. aiwam (7 Belege), akk.pl. aiwins (Mt. 6,13).

### ō-Stämme (fem.)
Die got. ō-Stämme, die nur Feminina enthalten, setzen urgerm. ō-Stämme und letztendlich uridg. eh₂-Stämme fort. Der schon im Urindogermanischen nur marginale Suffixablaut spielt im Urgermanischen bereits keine Rolle mehr. Es werden die reinen ō-Stämme, die u̯ō-Stämme und die i̯ō-Stämme unterschieden. Die u̯ō- und die kurzsilbigen i̯ō-Stämme zeigen keine Abweichungen zu den reinen ō-Stämmen und können daher diesen mitbehandelt werden; anders verhält es sich bei den langsilbigen i̯ō-Stämmen.

#### Reineō-,u̯ō- und kurzsilbigei̯ō-Stämme
Paradigma der fem. ō-, u̯ō- und kurzsilbigen i̯ō-Stämme: 1) Reine ō-Stämme: giba 'Gabe', 2) u̯ō-Stämme: triggwa 'Treue'; 3) i̯ō-Stämme: sunja 'Wahrheit'.
|           | giba, triggwa, sunja | giba, triggwa, sunja | giba, triggwa, sunja | giba, triggwa, sunja | giba, triggwa, sunja | giba, triggwa, sunja |
| Singular  | Singular             | Singular             | Plural               | Plural               | Plural               |                      |
| --------- | -------------------- | -------------------- | -------------------- | -------------------- | -------------------- | -------------------- |
| Nominativ | giba                 | triggwa              | sunja                | gibos                | triggwos             | sunjos               |
| Genitiv   | gibos                | triggwos             | sunjos               | gibo                 | triggwo              | sunjo                |
| Dativ     | gibai                | triggwai             | sunjai               | gibom                | triggwom             | sunjom               |
| Akkusativ | giba                 | triggwa              | sunja                | gibos                | triggwos             | sunjos               |

#### Langsilbigei̯ō-Stämme
Nach dieser Klasse gehen die Wörter mit langer Wurzelsilbe und solche, bei denen das Suffix *i̯ō in dritter Silbe steht, sowie – vom innergotischen Standpunkt her unregelmäßig – auch mawi 'Mädchen' und þiwi 'Magd'.
Paradigma: bandi 'Fessel', mawi 'Mädchen':
|           | bandi, mawi | bandi, mawi | bandi, mawi | bandi, mawi |
| Singular  | Singular    | Plural      | Plural      |             |
| --------- | ----------- | ----------- | ----------- | ----------- |
| Nominativ | bandi       | mawi        | bandjos     | maujos      |
| Genitiv   | bandjos     | maujos      | bandjo      | maujo       |
| Dativ     | bandja      | maujai      | bandjom     | maujom      |
| Akkusativ | bandja      | mauja       | bandjos     | maujos      |

- Die langsilbigen gotischen i̯ō-Stämme setzen einen urindogermanischen Typus fort, in dem im Nominativ und Akkusativ Singular das Suffix in der schwundstufigen Form *-ih₂, in den anderen Kasus dagegen in der vollstufigen Form *-i̯eh₂ erschien.

### U-stamm (alle Genera)
Der U-Stamm unterscheidet sich sehr von den anderen beiden starken Stämmen. Er hat nicht, wie vermutet, einen *Ju-Stamm und auch keinen Wu-Stamm. Des Weiteren sind bloß zwei sächliche Nomen bekannt, die dem U-Stamm angehören, nämlich *Faíhu (Vermögen) und *Paíru(stachel) (nach unterschiedlicher Lesung auch *qaíru). Wahrscheinlich auch *Leiþu (Obstwein).
|           | Sunus, –jus Sohn m. | Sunus, –jus Sohn m. | Sunus, –jus Sohn m. | Sunus, –jus Sohn m. | Handus, –us Hand f. | Handus, –us Hand f. | Handus, –us Hand f. | Handus, –us Hand f. | Faíhu, ?? Habe n. | Faíhu, ?? Habe n. | Faíhu, ?? Habe n. | Faíhu, ?? Habe n. |
| Singular  | Singular            | Plural              | Plural              | Singular            | Singular            | Plural              | Plural              | Singular            | Singular          | Plural            | Plural            |                   |
| --------- | ------------------- | ------------------- | ------------------- | ------------------- | ------------------- | ------------------- | ------------------- | ------------------- | ----------------- | ----------------- | ----------------- | ----------------- |
| Nominativ | Sunus, Sunaus       | –us/aus             | Sunjus              | –jus                | Handus              | –us                 | Handus              | –us                 | Faíhu             | –u                | Unbekannt         |                   |
| Genitiv   | Sunaus, Sunus       | –jus                | Suniwe              | –iwe                | Handus              | –us                 | Handiwe             | –iwe                | Faíhaus           | -aus              | Unbekannt         |                   |
| Dativ     | Sunau               | –au                 | Sunum               | –um                 | Handau              | –au                 | Handum              | –um                 | Faíhau            | –                 | Unbekannt         |                   |
| Akkusativ | Sunu, Sunau         | –u                  | Sununs              | –uns                | Handu               | –u                  | Handuns             | –uns                | Faíhu             | –u                | Unbekannt         |                   |
| Vokativ   | Sunu, Sunau         | –u/au               |                     |                     | Handu               | -u                  |                     |                     | Unbekannt         |                   |                   |                   |

### Schwache Substantive

#### Schwacher männlicher/sächlicher An-Stamm
|           | Guma, -ns Mann m. | Guma, -ns Mann m. | Guma, -ns Mann m. | Guma, -ns Mann m. | Hairto, -ns Herz n. | Hairto, -ns Herz n. | Hairto, -ns Herz n. | Hairto, -ns Herz n. |
| Singular  | Singular          | Plural            | Plural            | Singular          | Singular            | Plural              | Plural              |                     |
| --------- | ----------------- | ----------------- | ----------------- | ----------------- | ------------------- | ------------------- | ------------------- | ------------------- |
| Nominativ | Guma              | -                 | Gumans            | -ans              | Haírto              | –                   | Haírtana            | –ana                |
| Genitiv   | Gumins            | –ins              | Gumane            | –ane              | Haírtins            | –ins                | Haírtane            | –ane                |
| Dativ     | Gumin             | –in               | Gumam             | –am               | Haírtin             | –in                 | Haírtam             | –am                 |
| Akkusativ | Guman             | –n                | Gumans            | –ans              | Haírto              | –                   | Haírtona            | –ona                |
| Vokativ   | Guma              | –                 |                   |                   | Haírto              |                     |                     |                     |

#### Schwacher weiblicher On-Stamm
|           | tuggo, –ns Zunge f.          | tuggo, –ns Zunge f. | tuggo, –ns Zunge f. | tuggo, –ns Zunge f. |
| Singular  | Singular                     | Plural              | Plural              |                     |
| --------- | ---------------------------- | ------------------- | ------------------- | ------------------- |
| Nominativ | Tuggo [tuːŋgɔ] oder [tʊŋgoː] | –                   | Tuggons             | –ons                |
| Genitiv   | Tuggons                      | –ons                | Tuggono             | –ono                |
| Dativ     | Tuggon                       | –on                 | Tuggom              | –om                 |
| Akkusativ | Tuggon                       | –on                 | Tuggons             | –ons                |

## Verben
Verben werden wie in allen germanischen Sprachen in Formen unterteilt, in schwachen und starken Verben.
Fast alle gotischen Verben werden nach dem urindogermanischen Prinzip der sogenannten „thematischen“ Konjugation flektiert, das heißt, sie setzen einen sogenannten Themavokal zwischen Wurzel und Flexionssuffix ein. Die für das Indogermanische rekonstruierten Themavokale sind *e und *o, im Gotischen sind sie weiterentwickelt zu i und u. Die andere, „athematische“ Konjugation, bei der Suffixe direkt an die Wurzel angefügt werden, existiert im Gotischen nur noch beim Verb wisan „sein“ sowie bei einigen Klassen der schwach deklinierten Verben (z. B. behält das Verb salbôn „salben“ seinen Stamm salbô- stets unverändert bei, es treten keine Themavokale hinzu wie z. B. bei baíran (s. u.)).
Das athematische Verb wisan zeigt im Indikativ Präsens wie in allen indogermanischen Sprachen viele Unregelmäßigkeiten aufgrund des Wechsels von Normal- und Schwundstufe:
Präsens Indikativ: ik im, þu is, is ist; wis si(j)um, jus si(j)uþ, eis sind
Wie in allen germanischen Sprachen gibt es zwei Gruppen von Verben, die als „stark“ bzw. „schwach“ bezeichnet werden. Schwache Verben bilden das Präteritum durch das Suffix -da/-ta, starke durch Ablaut:
schwach: salbôn – salbôda – salbôdedun – salboþs, „salben – ich/er salbte – sie salbten – gesalbt“
stark: qiman – qam – qemun – qumans, „kommen – ich/er kam – sie kamen – gekommen“

### Archaismen
Das Gotische hat einige altertümliche Elemente aus urindogermanischer Zeit bewahrt: Zum einen zwei Dualformen („wir beide“ und „ihr beide“), zum anderen ein synthetisches (Medio-)Passiv im Präsens:
Dual Indikativ:
baíros „wir beide tragen“,         sôkjôs   „wir beide suchen“
báirats „ihr beide tragt“,          sôkjats  „ihr beide sucht“
Dual Optativ:
baíraiwa „wir beide trügen“,        salbôwa  „wir beide salbten“
baíraits „ihr beide traget“,        salbôts  „ihr beide salbet“
Dual Imperativ:
baírats! „ihr beide sollt tragen!“, salbôts! „ihr beide sollt salben!“
Dual Präteritum:
Indikativ: bêru, bêruts        /   salbôdêdu, salbôdêduts
Optativ:   bêrweiwa, bereits   /   salbôdeiwa, salbôdeits
Passiv Indikativ:
1. und 3. Person Singular: baírada    / salbôda   „werde|wird getragen / gesalbt“
2. Person Singular:        baíraza    / salbôza   „wirst getragen / gesalbt“
im ganzen Plural:          baíranda   / salbônda  „werden|werdet getragen / gesalbt“
Passiv Optativ:
1. und 3. Person Singular: baíraidau / habaidau   „würde getragen / gehabt“
2. Person Singular:        baíraidau / habaizau   „werdest getragen / gehabt“
im ganzen Plural:          baíraindau / habaindau  „werden|werdet getragen / gehabt“
Anmerkungen: Die ich-Form ist im Passiv durch die 3. Person Singular ersetzt worden. Im Plural ersetzt die 3. Person die wir- und ihr-Form. Im Folgenden wird auf die Dual- und Passivformen nicht weiter eingegangen!

### Starke Verben

#### Klasse I (a/b) (ei-ai-i/ai-i/ai)
| Infinitiv        | Infinitiv        | greipan      | greipan       | greipan       |
| Partizip Präsens | Partizip Präsens | greipands    | greipands     | greipands     |
| Partizip Perfekt | Partizip Perfekt | gripans      | gripans       | gripans       |
|                  |                  | Singular     |               |               |
|                  |                  | Erste Person | Zweite Person | Dritte Person |
|                  |                  | ik           | þu            | is/si/ita     |
| Aktiv            | Gegenwart        | greipa       | greipis       | greipiþ       |
| Aktiv            | Vergangenheit    | gráip        | gráipt        | gráip         |
| Optativ          | Gegenwart        | greipau      | greipais      | greipai       |
| Optativ          | Vergangenheit    | gripjau      | gripeis       | gripi         |
| Passiv           | Indikativ        | greipada     | greipaza      | greipada      |
| Passiv           | Optativ          | greipaidau   | greipaizau    | greipaidau    |
| Imperativ        | Imperativ        | —            | greip         | greipadau     |
|                  |                  | Dual         |               |               |
|                  |                  | Erste Person | Zweite Person |               |
|                  |                  | wit          | jut           |               |
| Aktiv            | Gegenwart        | greipôs      | greipats      | —             |
| Aktiv            | Vergangenheit    | gripu        | griputs       | —             |
| Optativ          | Gegenwart        | greipaiwa    | greipaits     | —             |
| Optativ          | Vergangenheit    | gripeiwa     | gripeits      | —             |
| Passiv           | Indikativ        | greipanda    | greipanda     | —             |
| Passiv           | Optativ          | greipaindau  | greipaindau   | —             |
| Imperativ        | Imperativ        | —            | greipats      | —             |
|                  |                  | Plural       |               |               |
|                  |                  | Erste Person | Zweite Person | Dritte Person |
|                  |                  | weis         | jus           | eis/ija/ijos  |
| Aktiv            | Gegenwart        | greipam      | greipiþ       | greipand      |
| Aktiv            | Vergangenheit    | gripum       | gripuþ        | gripun        |
| Optativ          | Gegenwart        | greipaima    | greipaiþ      | greipaina     |
| Optativ          | Vergangenheit    | gripeima     | gripeiþ       | gripeina      |
| Passiv           | Indikativ        | greipanda    | greipanda     | greipanda     |
| Passiv           | Optativ          | greipaindau  | greipaindau   | greipaindau   |
| Imperativ        | Imperativ        | greipam      | greipiþ       | greipandau    |